# Pepsideild 2020
Die Pepsideild 2020 war die 109. Spielzeit der höchsten isländischen Fußballliga. Sie sollte am 22. April 2020 beginnen und am 26. September 2020 enden. Dies verzögerte sich jedoch aufgrund der COVID-19-Pandemie.
Das erste Saisonspiel fand am 13. Juni 2020 zwischen Valur Reykjavík und KR Reykjavík (0:1) statt. Der Wettbewerb wurde am 7. Oktober 2020 ausgesetzt und am 30. Oktober 2020 aufgrund der anhaltenden Pandemie in Island abgebrochen.

## Modus
Die zwölf Teams der Liga sollten in einer einfachen Hin- und Rückrunde gegeneinander antreten, so dass jedes Team 22 Spiele zu absolvieren hatte. Da der KSÍ die Saison nach dem 18. Spieltag abbrach, wurde die Rangliste basierend auf der durchschnittlichen Anzahl von Punkten pro Spiel für jede Mannschaft für beendet erklärt.
Der vom KSÍ gekürte Meister nimmt an der 1. Qualifikationsrunde zur UEFA Champions League teil, die Teams auf den Plätzen zwei bis vier an der 1. Qualifikationsrunde zur UEFA Conference League. Die zwei letztplatzierten Mannschaften stiegen zum Saisonende ab.

## Vereine
Im Vergleich zum Vorjahr veränderte sich die Ligazusammensetzung folgendermaßen: UMF Grindavík und ÍBV Vestmannaeyjar stiegen als elft- bzw. zwölftplatziertes Team der Saison 2019 in die 1. deild karla (2. Leistungsstufe) ab. Der dortige Meister ÍF Grótta sowie der zweitplatzierte Fjölnir Reykjavík stiegen dagegen in die erste Liga auf.
| Verein               | Wappen                   | Stadt         | Stadion          | Kapazität |
| -------------------- | ------------------------ | ------------- | ---------------- | --------- |
| FH Hafnarfjörður     | FH Hafnarfjörður         | Hafnarfjörður | Kaplakriki       | 06.738    |
| Breiðablik Kópavogur | Breiðablik Kópavogur     | Kópavogur     | Kópavogsvöllur   | 05.501    |
| Fjölnir Reykjavík    | ÍB Vestmannaeyja         | Reykjavík     | Fjölnisvöllur    | 01.000    |
| HK Kópavogur         | HK Kópavogur             | Kópavogur     | Kórinn           | 01.452    |
| ÍF Grótta            |                          | Seltjarnarnes | Vivaldivöllurinn | 01.100    |
| ÍF Fylkir Reykjavík  | ÍF Fylkir Reykjavík      | Reykjavík     | Fylkisvöllur     | 02.872    |
| ÍA Akranes           | ÍA Akranes               | Akranes       | Akranesvöllur    | 04.850    |
| KA Akureyri          | KA Akureyri              | Akureyri      | Akureyrarvöllur  | 03.500    |
| KR Reykjavík         | KR Reykjavík             | Reykjavík     | KR-völlur        | 03.333    |
| Valur Reykjavík      |                          | Reykjavík     | Hlíðarendi       | 03.000    |
| Víkingur Reykjavík   | Víkingur Reykjavík       | Reykjavík     | Víkin            | 01.100    |
| UMF Stjarnan         | Ungmennafélagið Stjarnan | Garðabær      | Stjörnuvöllur    | 01.292    |

## Abschlusstabelle
| Pl. | Verein                 | Sp. | S  | U  | N  | Tore    | Diff. | Punkte | Quotient |
| --- | ---------------------- | --- | -- | -- | -- | ------- | ----- | ------ | -------- |
| 1.  | Valur Reykjavík        | 18  | 14 | 2  | 2  | 050:170 | +33   | 44     | 2,44     |
| 2.  | FH Hafnarfjörður       | 18  | 11 | 3  | 4  | 037:230 | +14   | 36     | 2,00     |
| 3.  | UMF Stjarnan           | 17  | 8  | 7  | 2  | 027:200 | +7    | 31     | 1,82     |
| 4.  | Breiðablik Kópavogur   | 18  | 9  | 4  | 5  | 037:270 | +10   | 31     | 1,72     |
| 5.  | KR Reykjavík (M)       | 17  | 8  | 4  | 5  | 030:210 | +9    | 28     | 1,65     |
| 6.  | ÍF Fylkir Reykjavík    | 18  | 9  | 1  | 8  | 027:300 | −3    | 28     | 1,56     |
| 7.  | KA Akureyri            | 18  | 3  | 12 | 3  | 020:210 | −1    | 21     | 1,17     |
| 8.  | ÍA Akranes             | 18  | 6  | 3  | 9  | 039:430 | −4    | 21     | 1,17     |
| 9.  | HK Kópavogur           | 18  | 5  | 5  | 8  | 029:360 | −7    | 20     | 1,11     |
| 10. | Víkingur Reykjavík (P) | 18  | 3  | 8  | 7  | 025:300 | −5    | 17     | 0,94     |
| 11. | ÍF Grótta (N)          | 18  | 1  | 5  | 12 | 015:430 | −28   | 08     | 0,44     |
| 12. | Fjölnir Reykjavík (N)  | 18  | 0  | 6  | 12 | 015:400 | −25   | 06     | 0,33     |

| (M) | amtierender isländischer Meister     |
| (P) | amtierender isländischer Pokalsieger |
| (N) | Neuaufsteiger der letzten Saison     |

## Kreuztabelle
Die Heimmannschaften stehen in der linken Spalte, die Auswärtsmannschaften befinden sich in der ersten Zeile.
| 2020                 | VAL | FH Hafnarfjördur | UMF Stjarnan | Breiðablik Kópavogur | KR Reykjavík | ÍF Fylkir Reykjavík | KA Akureyri | ÍA Akranes | HK Kópavogur | Víkingur Reykjavík | GRÓ | Fjölnir Reykjavík |
| -------------------- | --- | ---------------- | ------------ | -------------------- | ------------ | ------------------- | ----------- | ---------- | ------------ | ------------------ | --- | ----------------- |
| Valur Reykjavík      |     | —                | 0:0          | 1:1                  | 0:1          | 3:0                 | 1:0         | 1:4        | 1:0          | 2:0                | 6:0 | —                 |
| FH Hafnarfjörður     | 1:4 |                  | 1:2          | 3:1                  | —            | 1:2                 | 0:0         | 2:1        | 4:0          | 1:0                | 2:1 | 1:0               |
| UMF Stjarnan         | 1:5 | 1:1              |              | —                    | —            | 2:1                 | 1:1         | —          | 4:1          | 1:1                | 1:1 | 1:0               |
| Breiðablik Kópavogur | 1:2 | 3:3              | 2:1          |                      | 0:2          | 4:1                 | 1:1         | 5:3        | —            | —                  | 3:0 | 3:1               |
| KR Reykjavík         | 4:5 | 1:2              | 1:2          | 3:1                  |              | 1:2                 | —           | 4:1        | 0:3          | 2:0                | 1:1 | 2:2               |
| ÍF Fylkir Reykjavík  | —   | 1:4              | 1:1          | 0:1                  | 0:3          |                     | 4:1         | —          | 3:2          | 2:1                | 2:0 | 2:0               |
| KA Akureyri          | —   | —                | 0:0          | 2:2                  | 0:0          | 2:0                 |             | 2:2        | 1:1          | 0:0                | 1:0 | 1:1               |
| ÍA Akranes           | 2:4 | 0:4              | 1:2          | —                    | 1:2          | 3:2                 | 3:1         |            | 2:2          | 2:2                | 3:0 | —                 |
| HK Kópavogur         | 0:4 | 2:3              | 2:3          | 1:0                  | 1:1          | —                   | —           | 3:2        |              | 0:2                | 3:0 | 3:1               |
| Víkingur Reykjavík   | 1:5 | 4:1              | —            | 2:4                  | 0:2          | —                   | 2:2         | 6:2        | 1:1          |                    | —   | 1:1               |
| ÍF Grótta            | 0:3 | —                | —            | 0:1                  | —            | 0:2                 | 2:4         | 0:4        | 4:4          | 1:1                |     | 2:2               |
| Fjölnir Reykjavík    | 1:3 | 0:3              | 1:4          | 1:4                  | —            | 1:2                 | 1:1         | 1:3        | —            | 1:1                | 0:3 |                   |